# Joris Borghouts
Joris Frans Borghouts (Ginneken, 17 juni 1939 − Leiden, 7 september 2018) was een Nederlands egyptoloog.

## Biografie
Borghouts was een zoon van theoretisch fysicus Abraham Nicolaas Borghouts (1910-1989) en W.D.C. van den Bosch. Hij studeerde bij Adriaan de Buck, Matthieu Heerma van Voss en Adolf Klasens, en promoveerde in 1971 te Leiden op The magical texts of Papyrus Leiden I 348.
Van 1969 tot 1976 werkte hij aan de Universiteit van Amsterdam, waar hij college gaf in alle taalfasen van het Egyptisch. Vanaf 1976 was hij werkzaam als wetenschappelijk medewerker egyptologie aan de Rijksuniversiteit Leiden. Per 1 januari 1986 werd hij aangesteld als gewoon hoogleraar egyptologie als opvolger van Jac.J. Janssen; hij hield zijn oratie op 2 december 1986 onder de titel Nieuwjaar in het oude Egypte. Per 1 juli 2004 ging hij met emeritaat; zijn opvolger was Olaf Kaper (1962). Ook na zijn emeritaat bleef hij werkzaam bij het in Leiden gevestigde Nederlands Instituut voor het Nabije Oosten, en begeleidde hij nog promovendi.
Borghouts kreeg bekendheid door zijn Egyptische sagen en verhalen dat voor het eerst verscheen in 1974 en waarvan nog in 1988 een negende druk verscheen. Binnen de egyptologie stond hij bekend als een specialist in Egyptische magische teksten en de grammatica van het Egyptisch.
Sinds 1999 was Borghouts lid van de Koninklijke Nederlandse Akademie van Wetenschappen.
Borghouts overleed in 2018 op 79-jarige leeftijd.